# 닐 버거
닐 노먼 버거(영어: Neil Burger)는 미국의 영화 감독이다.

## 감독
- 2021년: 보이저스 (Voyagers)
- 2017년: 디 업사이드 (The Upside)
- 2014년: 다이버전트 (Divergent)
- 2011년: 리미트리스 (Limitless)
- 2008년: 럭키 원스 (The Lucky Ones / The Return)
- 2006년: 일루셔니스트 (The Illusionist)
- 2002년: 인터뷰 위드 더 어쎄신 (Interview With The Assassin)

## 각본
- 2012년: 언차티드 : 엘도라도의 보물(Uncharted: Drake's Fortune)
- 2007년: 럭키 원스 (The Lucky Ones / The Return)
- 2006년: 일루셔니스트 (The Illusionist)
- 2002년: 인터뷰 위드 더 어쎄신 (Interview With The Assassin)

## 프로듀싱
- 2008년: 럭키 원스 (The Lucky Ones / The Return)